# Abel Balbo
Abel Eduardo Balbo (Empalme Villa Constitución, 1º giugno 1966) è un allenatore di calcio, dirigente sportivo ed ex calciatore argentino, di ruolo attaccante.

## Biografia
Balbo ha origini italiane, dati i nonni paterni trasferitisi in Argentina da Cuneo ad inizio XX secolo.

## Caratteristiche tecniche

### Giocatore
Era una prima punta forte fisicamente e con i piedi educati, freddo sotto porta e abile a muoversi in area di rigore. I suoi tiri erano potenti e sapeva essere pericoloso anche in contropiede.

## Carriera

### Giocatore

#### Club

Balbo in allenamento all'Udinese nella stagione 1989-1990

Balbo ha compiuto i primi passi da professionista in vari club argentini come il Newell's Old Boys (1987-1988) e il River Plate (1988-1989), per poi giocare principalmente in Italia. Con il Newell's conquistò lo scudetto in una squadra interamente composta nella sua rosa da giocatori provenienti dal vivaio della società rosarina. Ha giocato al River anche per via del fatto che non si era trasferito al Verona dopo essere stato bocciato dall'allenatore degli scaligeri Osvaldo Bagnoli.
Viene ingaggiato dall'Udinese, dopo la bocciatura di Rosenthal. In bianconero segna numerosi gol di testa e in progressione veloce, giocando in coppia con Marco Branca.
Nel 1993 viene acquistato dalla Roma per 18 miliardi di lire. Rimane per cinque anni, allenato prima da Carlo Mazzone e poi da Zdenek Zeman, giocando sempre come centravanti titolare e segnando numerosi gol con il supporto di giocatori quali Daniel Fonseca e Francesco Totti. Nella stagione 1997-1998 veste anche la fascia di capitano del club.
Nel 1998 si trasferisce al Parma, dove svolge il ruolo di riserva del suo connazionale Hernán Crespo e vince la Coppa UEFA e la Coppa Italia. La stagione successiva passa alla Fiorentina, dove gioca in Champions League, segnando una rete nell'incontro in casa contro i campioni uscenti del Manchester United. A fine stagione ritorna nella Roma allenata da Fabio Capello, che si laureerà Campione d'Italia a giugno (colleziona 3 gettoni di presenza in quella stagione).
Ha giocato infine quattro partite con il Boca Juniors nel 2002-2003 prima di ritirarsi definitivamente. In totale ha segnato 138 gol nei massimi campionati, di cui 117 nella Serie A italiana; le sue migliori stagioni a livello realizzativo sono state la 1990-1991 con l'Udinese e la 1994-1995 con la Roma, con 22 gol in entrambe.

#### Nazionale
Con la maglia della nazionale argentina ha segnato 11 gol in 37 partite. Convocato da tre differenti commissari tecnici, rispettivamente Bilardo, Basile e Passarella, ha giocato ai Mondiali di Italia 1990, Stati Uniti 1994 e Francia 1998, oltreché in Copa América nelle edizioni di Brasile 1989 e Uruguay 1995; in quest'ultima Balbo segnò un gol al Brasile nel quarto di finale perso dall'Argentina per 1-2 dopo un gol di mano di Túlio.
Il suo gol più importante nella Selección rimane comunque quello segnato a Melbourne nello spareggio di qualificazione al Mondiale '94, un colpo di testa su cross di Maradona; sia lui che il "Pibe de Oro" furono convocati da Basile dopo parecchio tempo di assenza, su pressione di stampa e critica, dopo lo 0-5 rimediato dall'Argentina in casa contro la Colombia.

### Dopo il ritiro
Il 24 febbraio 2009 il Treviso annuncia il suo ingaggio come allenatore per sostituire Luca Gotti. Ultimo in classifica senza mai vincere una partita, dopo solo 4 gare rassegna le proprie dimissioni in aperta polemica con la società.
Il 21 novembre 2010 diventa capo dell'area tecnica dell'Arezzo, portando la squadra, ultima in classifica, da una possibile retrocessione al sesto posto. Il 12 giugno 2012 viene riconfermato sulla panchina della squadra aretina, dove rassegnerà le proprie dimissioni a 5 giornate dal termine del campionato, con la squadra in piena corsa playoff, per motivi di natura personale.
Nel 2013 tenta la carriera da procuratore sportivo curando i trasferimenti di una trentina di assistiti, tutti argentini, tra questi i calciatori Matías Cuffa e Lucas Correa, entrambi tesserati in Italia.
Nel 2015 torna in Argentina ed apre un'azienda agricola dedita alla produzione di cereali, soia e mais, che venderà a dicembre 2019. Dal febbraio 2020 vive negli Stati Uniti, dove ha aperto la scuola calcio "Balbo Soccer Academy" nella città di Boston.
Il 16 luglio 2022 diventa il nuovo allenatore del Central Córdoba (SdE)  e a dicembre dell'Estudiantes (LP).

## Statistiche

### Presenze e reti nei club
| Stagione        | Squadra           | Campionato      | Campionato | Campionato | Coppa nazionale | Coppa nazionale | Coppa nazionale | Coppe internazionali | Coppe internazionali | Coppe internazionali | Altre coppe | Altre coppe | Altre coppe | Totale | Totale |
| Stagione        | Squadra           | Comp            | Pres       | Reti       | Comp            | Pres            | Reti            | Comp                 | Pres                 | Reti                 | Comp        | Pres        | Reti        | Pres   | Reti   |
| --------------- | ----------------- | --------------- | ---------- | ---------- | --------------- | --------------- | --------------- | -------------------- | -------------------- | -------------------- | ----------- | ----------- | ----------- | ------ | ------ |
| 1987-1988       | Newell's Old Boys | PD              | 23         | 9          | -               | -               | -               | -                    | -                    | -                    | -           | -           | -           | 23     | 9      |
| 1988-1989       | River Plate       | PD              | 38         | 12         | -               | -               | -               | -                    | -                    | -                    | -           | -           | -           | 38     | 12     |
| 1989-1990       | Udinese           | A               | 28         | 11         | CI              | 1               | 0               | -                    | -                    | -                    | -           | -           | -           | 29     | 11     |
| 1990-1991       | Udinese           | B               | 37         | 22         | CI              | 3               | 2               | -                    | -                    | -                    | -           | -           | -           | 40     | 24     |
| 1991-1992       | Udinese           | B               | 37         | 11         | CI              | 4               | 1               | -                    | -                    | -                    | -           | -           | -           | 41     | 12     |
| 1992-1993       | Udinese           | A               | 32+1       | 21+1       | CI              | 1               | 0               | -                    | -                    | -                    | -           | -           | -           | 34     | 22     |
| Totale Udinese  | Totale Udinese    | Totale Udinese  | 134+1      | 65+1       |                 | 9               | 3               |                      | -                    | -                    |             | -           | -           | 144    | 69     |
| 1993-1994       | Roma              | A               | 30         | 12         | CI              | 2               | 1               | -                    | -                    | -                    | -           | -           | -           | 32     | 13     |
| 1994-1995       | Roma              | A               | 32         | 22         | CI              | 4               | 0               | -                    | -                    | -                    | -           | -           | -           | 36     | 22     |
| 1995-1996       | Roma              | A               | 26         | 13         | CI              | 1               | 0               | CU                   | 7                    | 4                    | -           | -           | -           | 34     | 17     |
| 1996-1997       | Roma              | A               | 30         | 17         | CI              | 0               | 0               | CU                   | 4                    | 2                    | -           | -           | -           | 34     | 19     |
| 1997-1998       | Roma              | A               | 28         | 14         | CI              | 3               | 2               | -                    | -                    | -                    | -           | -           | -           | 31     | 16     |
| 1998-1999       | Parma             | A               | 25         | 4          | CI              | 8               | 4               | CU                   | 11                   | 4                    | -           | -           | -           | 44     | 12     |
| 1999-2000       | Fiorentina        | A               | 19         | 3          | CI              | 2               | 0               | UCL                  | 10                   | 4                    | -           | -           | -           | 31     | 7      |
| 2000-2001       | Roma              | A               | 2          | 0          | CI              | 2               | 0               | CU                   | 3                    | 0                    | -           | -           | -           | 7      | 0      |
| 2001-2002       | Roma              | A               | 1          | 0          | CI              | 4               | 0               | UCL                  | 2                    | 0                    | SI          | 1           | 0           | 8      | 0      |
| Totale Roma     | Totale Roma       | Totale Roma     | 149        | 78         |                 | 16              | 3               |                      | 16                   | 6                    |             | 1           | 0           | 182    | 87     |
| 2002-2003       | Boca Juniors      | PD              | 4          | 0          | -               | -               | -               | -                    | -                    | -                    | -           | -           | -           | 4      | 0      |
| Totale carriera | Totale carriera   | Totale carriera | 392+1      | 171+1      |                 | 59              | 10              |                      | 37                   | 14                   |             | 1           | 0           | 490    | 196    |

### Cronologia presenze e reti in nazionale
| Cronologia completa delle presenze e delle reti in nazionale ― Argentina | Cronologia completa delle presenze e delle reti in nazionale ― Argentina | Cronologia completa delle presenze e delle reti in nazionale ― Argentina | Cronologia completa delle presenze e delle reti in nazionale ― Argentina | Cronologia completa delle presenze e delle reti in nazionale ― Argentina | Cronologia completa delle presenze e delle reti in nazionale ― Argentina | Cronologia completa delle presenze e delle reti in nazionale ― Argentina | Cronologia completa delle presenze e delle reti in nazionale ― Argentina |
| Data                                                                     | Città                                                                    | In casa                                                                  | Risultato                                                                | Ospiti                                                                   | Competizione                                                             | Reti                                                                     | Note                                                                     |
| ------------------------------------------------------------------------ | ------------------------------------------------------------------------ | ------------------------------------------------------------------------ | ------------------------------------------------------------------------ | ------------------------------------------------------------------------ | ------------------------------------------------------------------------ | ------------------------------------------------------------------------ | ------------------------------------------------------------------------ |
| 9-3-1989                                                                 | Barranquilla                                                             | Colombia                                                                 | 1 – 0                                                                    | Argentina                                                                | Amichevole                                                               | -                                                                        |                                                                          |
| 13-4-1989                                                                | Guayaquil                                                                | Ecuador                                                                  | 2 – 2                                                                    | Argentina                                                                | Amichevole                                                               | -                                                                        |                                                                          |
| 20-4-1989                                                                | Santiago del Cile                                                        | Cile                                                                     | 1 – 1                                                                    | Argentina                                                                | Amichevole                                                               | -                                                                        |                                                                          |
| 14-7-1989                                                                | Rio de Janeiro                                                           | Argentina                                                                | 0 – 2                                                                    | Uruguay                                                                  | Coppa America 1989 - Girone finale                                       | -                                                                        | 54’                                                                      |
| 16-7-1989                                                                | Rio de Janeiro                                                           | Argentina                                                                | 0 – 0                                                                    | Paraguay                                                                 | Coppa America 1989 - Girone finale                                       | -                                                                        |                                                                          |
| 28-3-1990                                                                | Glasgow                                                                  | Scozia                                                                   | 1 – 0                                                                    | Argentina                                                                | Amichevole                                                               | -                                                                        | 46’                                                                      |
| 3-5-1990                                                                 | Vienna                                                                   | Austria                                                                  | 1 – 1                                                                    | Argentina                                                                | Amichevole                                                               | -                                                                        | 46’                                                                      |
| 8-5-1990                                                                 | Berna                                                                    | Svizzera                                                                 | 1 – 1                                                                    | Argentina                                                                | Amichevole                                                               | 1                                                                        | 59’                                                                      |
| 22-5-1990                                                                | Tel Aviv                                                                 | Israele                                                                  | 1 – 2                                                                    | Argentina                                                                | Amichevole                                                               | -                                                                        | 85’                                                                      |
| 8-6-1990                                                                 | Milano                                                                   | Argentina                                                                | 0 – 1                                                                    | Camerun                                                                  | Mondiali 1990 - 1º turno                                                 | -                                                                        |                                                                          |
| 31-10-1993                                                               | Sydney                                                                   | Australia                                                                | 1 – 1                                                                    | Argentina                                                                | Qual. Mondiali 1994                                                      | 1                                                                        | 83’                                                                      |
| 17-11-1993                                                               | Buenos Aires                                                             | Argentina                                                                | 1 – 0                                                                    | Australia                                                                | Qual. Mondiali 1994                                                      | -                                                                        | 70’                                                                      |
| 15-12-1993                                                               | Miami                                                                    | Argentina                                                                | 2 – 1                                                                    | Germania                                                                 | Amichevole                                                               | 1                                                                        |                                                                          |
| 20-4-1994                                                                | Salta                                                                    | Argentina                                                                | 3 – 1                                                                    | Marocco                                                                  | Amichevole                                                               | 1                                                                        |                                                                          |
| 18-5-1994                                                                | Santiago del Cile                                                        | Cile                                                                     | 3 – 3                                                                    | Argentina                                                                | Amichevole                                                               | 1                                                                        |                                                                          |
| 25-5-1994                                                                | Guayaquil                                                                | Ecuador                                                                  | 1 – 0                                                                    | Argentina                                                                | Amichevole                                                               | -                                                                        | 70’                                                                      |
| 31-5-1994                                                                | Tel Aviv                                                                 | Israele                                                                  | 0 – 3                                                                    | Argentina                                                                | Amichevole                                                               | -                                                                        |                                                                          |
| 4-6-1994                                                                 | Zagabria                                                                 | Croazia                                                                  | 0 – 0                                                                    | Argentina                                                                | Amichevole                                                               | -                                                                        | 70’                                                                      |
| 21-6-1994                                                                | Foxborough                                                               | Argentina                                                                | 4 – 0                                                                    | Grecia                                                                   | Mondiali 1994 - 1º turno                                                 | -                                                                        | 80’                                                                      |
| 25-6-1994                                                                | Foxborough                                                               | Argentina                                                                | 2 – 1                                                                    | Nigeria                                                                  | Mondiali 1994 - 1º turno                                                 | -                                                                        | 72’                                                                      |
| 30-6-1994                                                                | Dallas                                                                   | Argentina                                                                | 0 – 2                                                                    | Bulgaria                                                                 | Mondiali 1994 - 1º turno                                                 | -                                                                        |                                                                          |
| 3-7-1994                                                                 | Pasadena                                                                 | Romania                                                                  | 3 – 2                                                                    | Argentina                                                                | Mondiali 1994 - Ottavi di finale                                         | 1                                                                        |                                                                          |
| 14-6-1995                                                                | Rosario                                                                  | Argentina                                                                | 2 – 1                                                                    | Paraguay                                                                 | Amichevole                                                               | -                                                                        |                                                                          |
| 22-6-1995                                                                | Mendoza                                                                  | Argentina                                                                | 6 – 0                                                                    | Slovacchia                                                               | Amichevole                                                               | -                                                                        |                                                                          |
| 30-6-1995                                                                | Quilmes                                                                  | Argentina                                                                | 2 – 0                                                                    | Australia                                                                | Amichevole                                                               | 1                                                                        |                                                                          |
| 8-7-1995                                                                 | Paysandú                                                                 | Argentina                                                                | 2 – 1                                                                    | Bolivia                                                                  | Coppa America 1995 - 1º turno                                            | 1                                                                        | 80’                                                                      |
| 11-7-1995                                                                | Paysandú                                                                 | Argentina                                                                | 4 – 0                                                                    | Cile                                                                     | Coppa America 1995 - 1º turno                                            | 1                                                                        |                                                                          |
| 14-7-1995                                                                | Paysandú                                                                 | Stati Uniti                                                              | 3 – 0                                                                    | Argentina                                                                | Coppa America 1995 - 1º turno                                            | -                                                                        | 65’                                                                      |
| 17-7-1995                                                                | Rivera                                                                   | Brasile                                                                  | 2 – 2 dts (4 – 2 dtr)                                                    | Argentina                                                                | Coppa America 1995 - Quarti di finale                                    | 1                                                                        | 75’                                                                      |
| 20-9-1995                                                                | Madrid                                                                   | Spagna                                                                   | 2 – 1                                                                    | Argentina                                                                | Amichevole                                                               | -                                                                        |                                                                          |
| 8-11-1995                                                                | Buenos Aires                                                             | Argentina                                                                | 0 – 1                                                                    | Brasile                                                                  | Amichevole                                                               | -                                                                        |                                                                          |
| 24-4-1996                                                                | Buenos Aires                                                             | Argentina                                                                | 3 – 1                                                                    | Bolivia                                                                  | Qual. Mondiali 1998                                                      | -                                                                        | 72’                                                                      |
| 20-6-1996                                                                | Tucumán                                                                  | Argentina                                                                | 2 – 0                                                                    | Polonia                                                                  | Amichevole                                                               | 1                                                                        | 46’                                                                      |
| 7-7-1996                                                                 | Lima                                                                     | Perù                                                                     | 0 – 0                                                                    | Argentina                                                                | Qual. Mondiali 1998                                                      | -                                                                        | 28’                                                                      |
| 15-12-1996                                                               | Buenos Aires                                                             | Argentina                                                                | 1 – 1                                                                    | Cile                                                                     | Qual. Mondiali 1998                                                      | -                                                                        | 36’                                                                      |
| 14-6-1998                                                                | Tolosa                                                                   | Argentina                                                                | 1 – 0                                                                    | Giappone                                                                 | Mondiali 1998 - 1º turno                                                 | -                                                                        | 61’                                                                      |
| 4-7-1998                                                                 | Marsiglia                                                                | Paesi Bassi                                                              | 2 – 1                                                                    | Argentina                                                                | Mondiali 1998 - Quarti di finale                                         | -                                                                        | 89’                                                                      |
| Totale                                                                   |                                                                          | Presenze                                                                 | 37                                                                       |                                                                          | Reti                                                                     | 11                                                                       |                                                                          |

## Palmarès

### Giocatore

#### Club

##### Competizioni nazionali
- Campionato argentino: 1

Newell's Old Boys: 1988
- Coppa Italia: 1

Parma: 1998-1999
- Campionato italiano: 1

Roma: 2000-2001
- Supercoppa italiana: 1

Roma: 2001

##### Competizioni internazionali
- Coppa UEFA: 1

Parma: 1998-1999

#### Individuale
- Capocannoniere della Serie B: 1

Udinese: 1990-1991 (22 gol)